# Trilj
Trilj (wł. Treglia) – miasto w Chorwacji, w żupanii splicko-dalmatyńskiej, siedziba miasta Trilj. W 2011 roku liczyło 2076 mieszkańców.

## Geografia
Trilj jest położony w Dalmacji, w południowej części Sinjskiego polja, na wysokości 325 m n.p.m., na prawym brzegu Cetiny, 13 km na południowy wschód od Sinja.
Miejscowa gospodarka oparta jest na rolnictwie, przemyśle spożywczym i wytwórstwie tworzyw sztucznych.

## Historia
W czasach rzymskich na obszarze współczesnego Trilja funkcjonował rzymski obóz wojskowy Tilurium. Na Cetinie istniał kamienny most. Tilurium leżało na szlaku z Salony do Narony i terenów dzisiejszej Bośni.
Nieopodal miasta znajduje się średniowieczna twierdza Čačvina, zbudowana w XIV wieku.